# Квінт Цецина Прім
Квінт Цецина Прім (лат. Quintus Caecina Primus) — римський політичний діяч і сенатор середини I століття, консул-суффект 53 року.

## Життєпис
Походив зі знатної етруської родини Цецін. Коли він народився та помер — невідомо. У 53 році, під час правління імператора Клавдія, Квінт Цецина разом з Публієм Требонієм обіймали посаду консула-суффекта. У жовтні Пріма змінив Публій Кальвізій Рузон..